# Palais Schey von Koromla
Le palais Schey von Koromla est un palais de Vienne, à l'angle du Ecke Goethegasse 3 et du Opernring, dans l'arrondissement d'Innere Stadt.

## Histoire
Dans le cadre de la construction du Ring, Friedrich Schey von Koromla demande en 1864 aux architectes Johann Romano von Ringe et August Schwendenwein von Lanauberg de lui bâtir un palais. Cinq ans plus tard, en 1869, une maison en brique est élevée.
Le bâtiment est un bâtiment en brique de cinq étages avec un plâtre blanc traditionnel. La façade principale donne sur le Burggarten. Les hautes colonnes sur le portail d'entrée en pierre au Goethegasse 3 portent un balcon au deuxième étage, un étage noble. À l'angle des rues, entre le palais et le jardin, une statue en hommage à Goethe est posée en 1900.
Dans les années 1980, la série télévisée Ringstraßenpalais est tournée à l'intérieur et à l'extérieur du palais.